# 老湖村
老湖村，是中华人民共和国山东省东平县老湖镇下辖的一个行政村。1963年之前，一部分东平湖渔民常年居住于船上，随水漂流，1963年，政府拨款在庄科村南建立渔民新村以安置部分渔民，并将该村命名为随河船。1985年，该村改名老湖村:108。至1991年，该村有家庭146户，共计665人。:156